# Хлорид вольфрама(III)
Хлорид вольфрама(III) — неорганическое соединение, 
соль вольфрама и соляной кислоты с формулой WCl3,
чёрные или тёмно-красные кристаллы.

## Получение
- Действие хлора на хлорид вольфрама(II):

{\displaystyle {\mathsf {2WCl_{2}+Cl_{2}\ {\xrightarrow {100^{o}C}}\ 2WCl_{3}}}}

## Физические свойства
Хлорид вольфрама(III) образует чёрные или тёмно-красные кристаллы
тригональной сингонии,
пространственная группа P 3,
параметры ячейки a = 1,491 нм, c = 0,845 нм, Z = 4.
Молекула имеет строение [W6Cl12]Cl6.
Растворяется в диметилсульфоксиде.